# Lacs de la Tempête
Pour les articles homonymes, voir Lac de la Tempête.
Les lacs de la Tempête, anciennement lacs du Dard, parfois lac(s) des Tempêtes par cacographie, sont un ensemble de quatre petits lacs de montagne de France situés en Savoie, dans le massif du Beaufortain, au pied du Grand Mont au nord et de la pointe de Comborsier au sud-ouest. Alignés d'est en ouest dans le creux d'un vallon formé de gneiss migmatisés et façonné par les glaciers, ils forment un ensemble de lacs à chapelet voisins des lacs Vert et des Besaces en amont du chalet de Chiseraz et de la cascade du Dard,.
Ils constituent un but populaire de randonnée depuis le lac de Saint-Guérin via le col de la Louze au nord-est, la vallée de la Grande Maison au sud ou encore depuis les hauteurs de la Bâthie à l'ouest,. Avec le Grand Mont, ils forment une ZNIEFF de type I. Au sein d'un secteur couvrant le bassin versant du torrent de Bénétant et incluant entre autres les ardoisières de Cevins et de la Bâthie, les adrets du Grand Mont, de la pointe de la Grande Journée et du col de la Bâthie ainsi que l'ubac de la pointe de Comborsier, ils forment un site classé de caractère pittoresque.

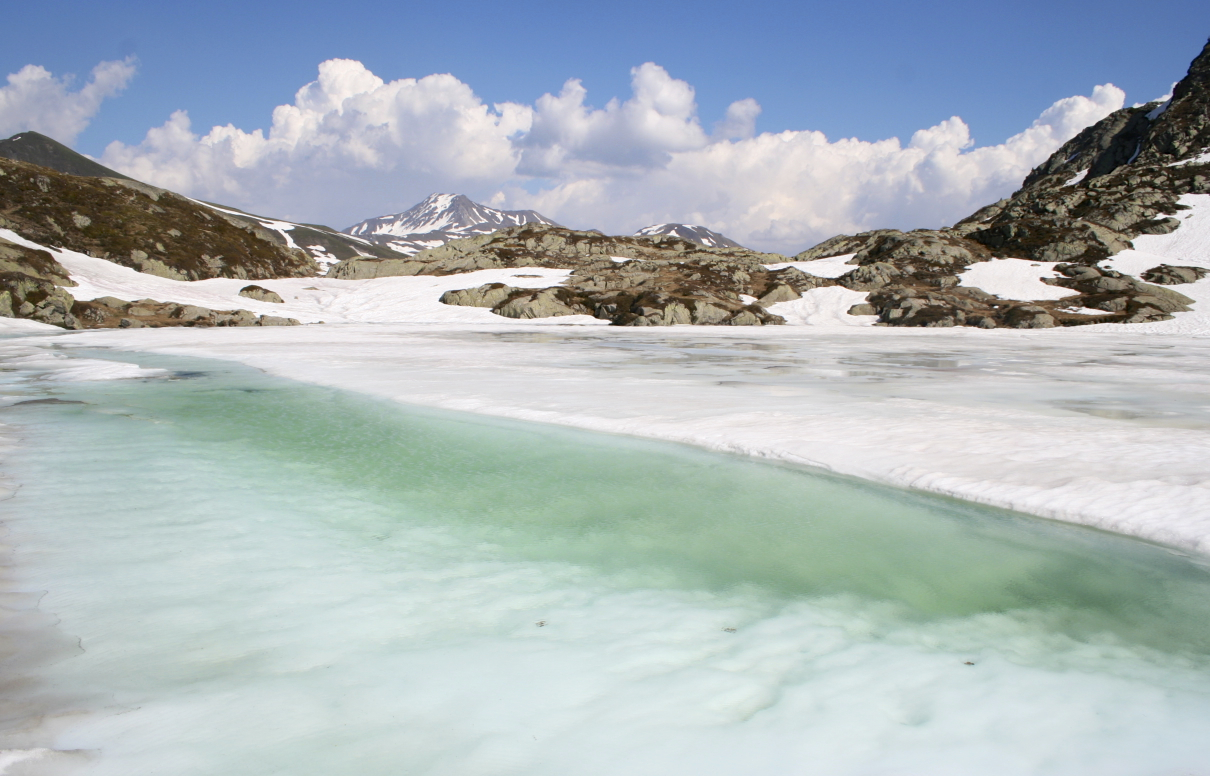
L'un des lacs encore englacé en juin avec le crêt du Rey au sud-est au loin.

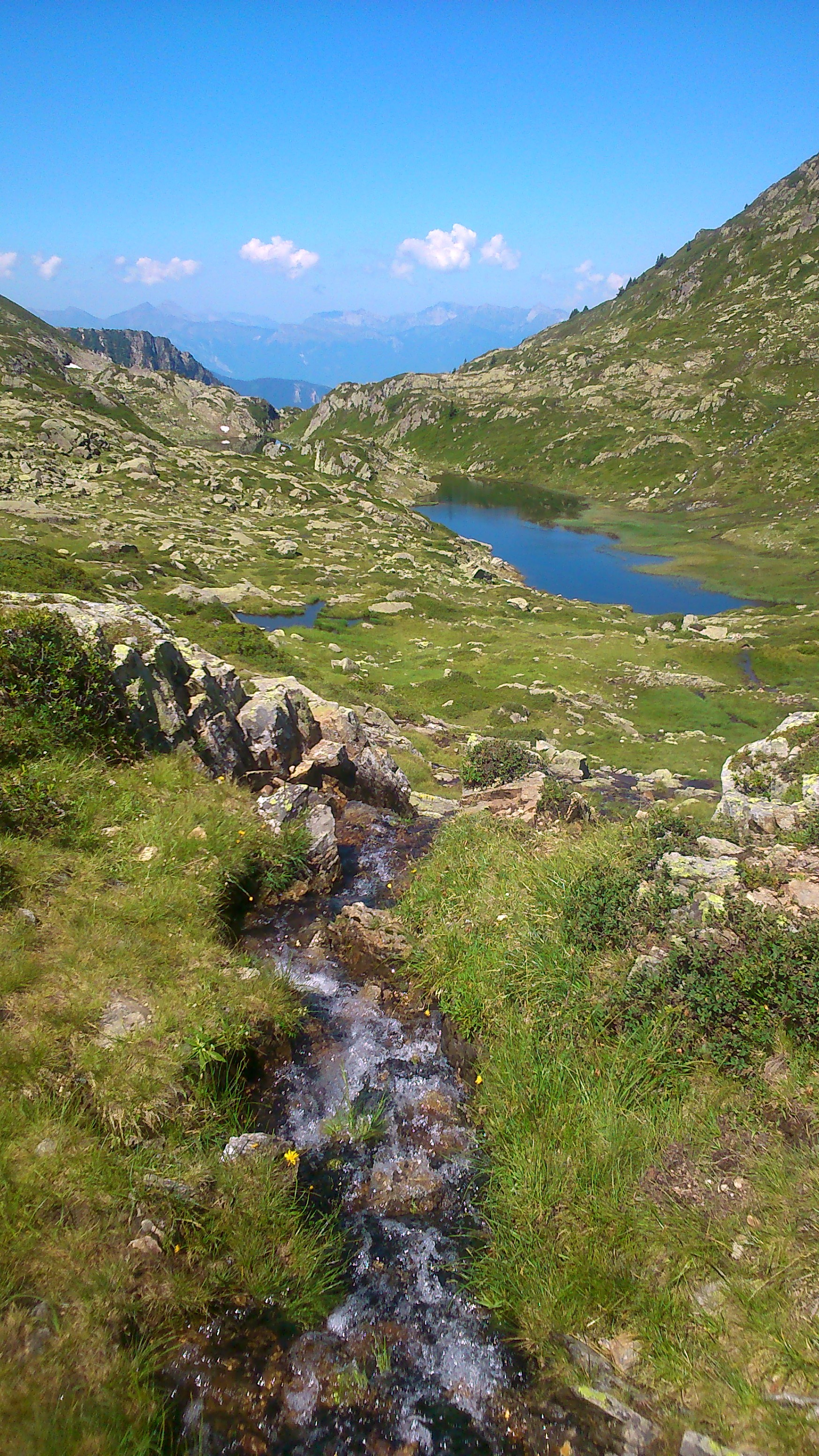
Vue d'une partie des lacs depuis l'est.